# Thetford (stacja kolejowa)
Thetford (ang: Thetford railway station) – stacja kolejowa w Thetford, w hrabstwie Norfolk, w Anglii, w Wielkiej Brytanii. Jest obsługiwana przez lokalne pociągi East Midlands Trains i National Express East Anglia na Breckland Line, 49 km na zachód od Norwich. Jest to najbliższa stacja kolejowa dla Center Parcs i Elveden Forest.
Na przełomie 2007/08 z usług stacji skorzystało 0,213 mln pasażerów.